# Cornelis van Dalem

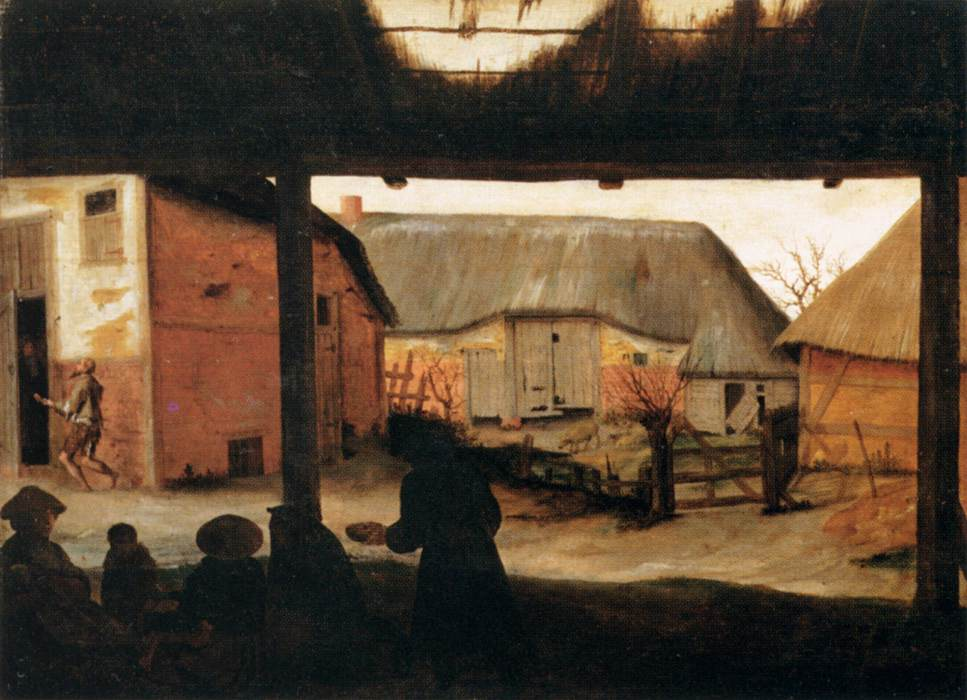
Fattoria e mendicanti, 1560 circa, Louvre

Cornelis van Dalem (Anversa?, 1530/1535 – 1573) è stato un pittore fiammingo.

## Biografia
Nel 1545 è ricordato a bottega da Jan Adriaensen e nel 1556 si registrò come maestro indipendente nella gilda dei pittori di Anversa. Nel 1565 si trasferì vicino a Breda, dove acquistò un'abitazione: tale spostamento è associato al bando emesso di lì a poco (1566) contro gli anabattisti, di cui l'artista faceva parte. Nel 1571 fu infatti accusato di eresia e morì poco dopo, nel 1573. Tra il 1560 e il 1564 era stato suo allievo Bartholomäus Spranger.
Artisticamente fu tra i principali esponenti del paesaggismo cinquecentesco fiammingo, sebbene amante della sperimentazione di nuove strade espressive, fuori dal tracciato delle mode coeve. Nei suoi lavori la natura è spesso minacciosa e selvaggia, talvolta volutamente sgraziata, grazie anche alla libertà espressiva che gli garantiva il rango nobiliare della sua famiglia.
Secondo Karel van Mander le sue figure di corredo (lo staffage), erano spesso eseguite da Gillis Mostaert e Joachim Beuckelaer.